# Kościół Podwyższenia Krzyża Świętego w Krasnem
Kościół Podwyższenia Krzyża Świętego – rzymskokatolicki kościół parafialny parafii św. Jana Chrzciciela w Krasnem należący do dekanatu makowskiego diecezji płockiej. 
Obecna murowana świątynia została ufundowana przez Franciszka Krasińskiego, podkanclerzego wielkiego koronnego i biskupa krakowskiego w XVI wieku. Została wtedy zbudowana jednonawowa budowla, natomiast przy elewacji zachodniej została wzniesiona wieża o cechach jeszcze gotyckich. W wieży tej świątyni został ulokowany skarbiec parafialny, z kolei w przesklepionych podziemiach nowej świątyni zostały złożone szczątki zmarłych Krasińskich, pochowane wcześniej pod drewnianą świątynią. W 1563 roku Jan Kazimierz Krasiński wybudował od strony wschodniej murowane, przesklepione podziemia i na nich zbudował dzisiejsze prezbiterium. Aby stworzyć w Krasnem rodzinne mauzoleum wystawił zmarłym przodkom wiele tablic inskrypcyjnych, upamiętniających po łacinie ich zasługi.

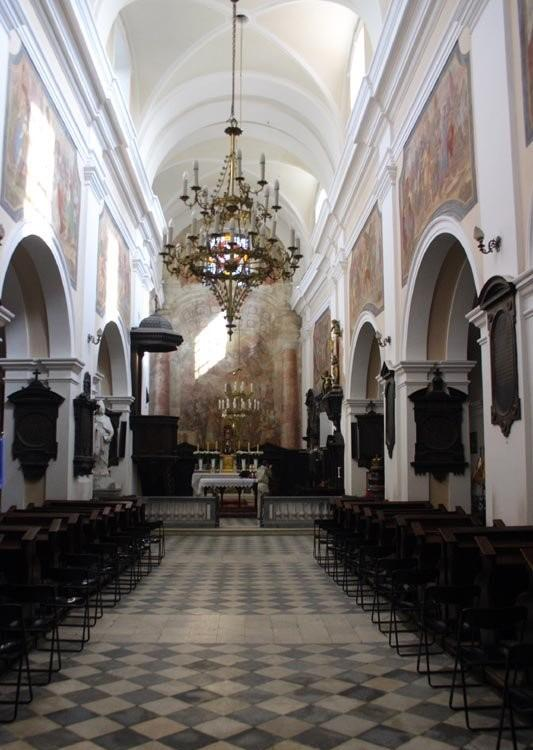
Wnętrze świątyni

W latach siedemdziesiątych XVII wieku na polecenie Jana Dobrogosta Krasińskiego, dalszą przebudowę świątyni zaprojektował najwybitniejszy architekt tego okresu Tylman z Gameren. Do istniejącej nawy dostawił dwie nawy boczne. Wówczas zapewne zostały przeniesione na nowe ściany zewnętrzne wcześniejsze nagrobki: renesansowa tablica nagrobna Jana i Katarzyny z około 1575 roku na ścianę nawy południowej oraz Andrzeja i Katarzyny z około 1580 roku na ścianę nawy północnej. Starosta opinogórski Jan Błażej Krasiński dostawił zakrystię, także na murowanym podziemiu, do którego przeniósł z wieży skarbiec parafialny. W 1747 roku na jego polecenie, wnętrze świątyni zostały ozdobione polichromią wykonaną przez zdolnego malarza ze Lwowa Sebastiana Ecksteina. Dzięki temu prezbiterium wzbogaciło się o wielkie malowidło iluzjonistyczne "Podwyższenia Krzyża Świętego" dostosowane do wezwania pod którym została zbudowana świątynia. Wysoko na ścianach nawy głównej Eckstein namalował sceny drogi krzyżowej. Cenna polichromia Sebastiana Ecksteina została odrestaurowana w 1956 roku przez warszawskiego docenta K. Dąbrowskiego. Przez kolejne lata freski poddawane były licznym naprawom i niefachowym ingerencjom. Kolejna konserwacja rozpoczęła się w 2010 roku. Prace prowadzone są przez prof. dr. hab. Pawła Marka Jakubowskiego z warszawskiej ASP przy współudziale asystentów dr. Macieja Barana (od 2010r.), mgr Katarzyny Pisarskiej (od 2017r.) i mgr Marii Liadis (do 2016r.), a także studentów Wydziału Konserwacji i Restauracji Dzieł Sztuki ASP w Warszawie. Do tej pory w ramach prac zakończono konserwację malowideł w prezbiterium i nawie głównej. Prace konserwatorskie w południowej nawie bocznej nadal trwają. Chrzcielnica barokowa usytuowana przy prezbiterium po prawej stronie powstała około połowy XVIII wieku.